# Blechnum anthracinum
Blechnum anthracinum är en kambräkenväxtart som beskrevs av Robbin C. Moran. Blechnum anthracinum ingår i släktet Blechnum och familjen Blechnaceae. Inga underarter finns listade.